# Pedro Cresta
Pedro Cresta (Rosario, 6 de julio de 1912 - Rosario, 16 de octubre de 1970) fue un escultor y ceramista argentino. Estudió con el escultor José Nardi, entre otros. Trabajó, en diseños cerámicos, para la empresa rosarina "Porcelanas Verbano".
En conjunto con el escultor italoargentino Erminio Blotta (1892-1976) realizó el Monumento al cartero, que se encuentra en el Palacio de Correos, en el centro de la ciudad de Rosario (Argentina).
También trabajó durante varios años con Blotta realizando a medias innumerables placas funerarias en el cementerio El Salvador.
Fue autor de las numerosas decoraciones art decó (relieves de palmeras, árboles, frutos y otros motivos naturalistas) alrededor de la pantalla del cine El Cairo, en Rosario.
Realizó un famoso La Doma (monumento al gaucho en bronce, con un jinete cabalgando en tamaño natural, que fue instalado en la plaza José Hernández y más tarde se intentaría hurtar por vándalos, cortando el bronce.  Suyas fueron las decoraciones funerarias realizadas entre 1952 y 1954, en el Monumento a Eva Perón, en donde hoy se encuentra el Cristo, frente al Cementerio El Salvador, en Rosario.
Participó en las obras artísticas que se agregaron al Monumento a la Bandera, en las orillas del río Paraná, que fue diseñado por los arquitectos Ángel Guido y Alejandro Bustillo, con esculturas de Alfredo Bigatti y José Fioravanti, obras de Eduardo Barnes.
Hacia 1948 sufrió un penoso siniestro automovilístico, como peatón, por un Jeep del EA, que desmejoró su estado de salud. Falleció años después, a los 58 años de edad.
Sus descendientes realizaron valiosas donaciones de su patrimonio artístico al Museo Municipal de Arte Decorativo «Firma y Odilio Estévez».